# Tomasz Nawotka
Tomasz Nawotka (Olsztyn, Polonia, 14 de febrero de 1997) es un futbolista polaco que juega de defensa en el Sandecja Nowy Sącz de la I Liga de Polonia.

## Carrera
Tomasz Nawotka comenzó en el Concordia Elbląg, disputando partidos en la categoría junior hasta ser traspasado al Sokół Ostróda en 2012. Continuó en las categorías inferiores del club hasta ser fichado por el Legia de Varsovia en 2014, pasando dos años en el Legia II hasta ser ascendido al primer equipo en verano de 2016. En el mercado de verano del mismo año, la entidad polaca opta por ceder a Nawotka al MFK Zemplín Michalovce de la Superliga de Eslovaquia, jugando para el club eslovaco hasta 2019. Nawotka regresaría a Varsovia para marcharse nuevamente cedido al Zagłębie Sosnowiec de Silesia, en puestos de descenso de la Ekstraklasa. El 9 de julio de 2019 retornaría a Sosnowiec para jugar hasta 2020 como préstamo para el conjunto silesio. En agosto de 2020 pasaría a formar parte del plantel del ŁKS Łódź de la I Liga de Polonia, también como cedido. El 3 de febrero de 2022 se anunció su fichaje por el Sandecja Nowy Sącz de la I Liga de Polonia.